# Danowo-Majorka
Danowo-Majorka (potocznie Leśniczówka Danowo) – nieoficjalna osada leśna wsi Danowo, w województwie zachodniopomorskim, w powiecie goleniowskim, w gminie Goleniów.
Miejscowość położona wśród lasów Puszczy Goleniowskiej, przy drodze powiatowej łączącej Danowo z miejscowością Dobrosławiec.
W Danowie-Majorka znajduje się budynek leśniczówki oraz szkółka leśna Nadleśnictwa Nowogard.
W najbliższej okolicy miejscowości przebiegała rozebrana obecnie linia kolejowa numer 424, łącząca Goleniów z Maszewem.
Obok budynku leśniczówki znajduje się użytek ekologiczny Uroczysko Majorka o powierzchni 3,59 ha, ustanowiony w celu ochrony roślin i zwierząt. W uroczysku znajduje się niewielkie jezioro o nazwie Jezioro Danowskie. Nazwa jeziora oraz nazwa Majorka (jako część lasu) znajduje się w PRNG.
Okoliczne miejscowości: Danowo, Dobrosławiec, Budzieszowce